# 오병모
오병모는 국내 항일 독립운동가로 본관은 동복(同福)이다. 참고로, 같이 친일파 척결과 미군정에 반발해 일어난 추수봉기를 하였던 오임탁은 일제시대 항일 운동의 공로를 인정받아 2009년 정부에서 건국포장 서훈을 받았으나, 오병모는 그 서훈여부가 불분명하다.

## 생애
오양탁은 일제시대 때 비밀리에 독립운동을 펼치다가 옥고를 치렀다. 해방 후 1946년 친일파 척결과 미군정에 반발해 일어난 추수봉기에 가담했다는 이유로 사회주의자로 분류돼 독립운동의 공을 인정받지 못하고 있다. 1946년 11월 추수봉기는 해남 화원면을 제외한 13개 읍면에서 동시로 일어난 농민봉기였다.